# Rhaconotus dimidiatus
Rhaconotus dimidiatus är en stekelart som först beskrevs av Christian Gottfried Daniel Nees von Esenbeck 1811.  Rhaconotus dimidiatus ingår i släktet Rhaconotus och familjen bracksteklar. Inga underarter finns listade i Catalogue of Life.